# Parma victoriae
Parma victoriae és una espècie de peix de la família dels pomacèntrids i de l'ordre dels perciformes.

## Morfologia
Els mascles poden assolir els 20 cm de longitud total.

## Distribució geogràfica
Es troba al sud d'Austràlia: des de Dongara (Austràlia Occidental) fins a Victòria. També a Tasmània.